# Крапивна (Винницкая область)
Крапи́вна (укр. Кропивна) — село на Украине, находится в Хмельницком районе Винницкой области.
Код КОАТУУ — 0524883101. Население по переписи 2001 года составляет 514 человек. Почтовый индекс — 22026. Телефонный код — 4338.
Занимает площадь 2,5 км².

## Адрес местного совета
22026, Винницкая область, Хмельницкий р-н, с. Крапивна, ул. Ленина, 15